# Нино Ричи
Нино Пио Ричи (на английски: Nino Ricci) е канадски писател, автор на бестселъри в жанровете съвременен и исторически роман.

## Биография и творчество
Роден е на 23 август 1959 г. в Лимингтън, Онтарио, Канада, в семейството на Вирджинио Ричи и Амелия Инграта, италиански имигранти от Молизе, провинция Исерния. През 1981 г. завършва Университета „Йорк“ в Торонто с бакалавърска степен по английска литература. В периода 1981 – 1983 г. работи като учител в средно училище в Боард, Нигерия.
През 1987 г. завършва Университета „Конкордия“ в Монреал с магистърска степен по творческо писане. В периода 1986 – 1988 г. е инструктор по творческо писане в Университета „Конкордия“. В периода 1988 – 1989 г. учи в Университета на Флоренция.
През 1990 г. е публикувана първата му книга „Житията на светците“ от едноименната му поредица. Той представя история за грях и гордост, видяна през очите на едно седемгодишно момче. Романът става международен бестселър и остава в продължение на 75 седмици в списъка на бестселърите. Удостоен е с литературната награда на Канада за най-добър първи роман, и наградата „Траск Бети“. През 2004 г. поредицата е екранизирана в италиано-канадския минисериал с участието на София Лорен, Джесика Паре и Крис Кристоферсън.
В периода 1990 – 1996 г. е член на директорския борд на ПЕН Канада, като в периода 1995 – 1996 г. е негов президент.
През 2002 г. е издаден романът му „Заветът“, измислен разказ за живота на Исус. Той е определен за един от 10-те най-добри романи на годината. За него е удостоен е с наградата „Трилиум“.
Романът му „The Origin of Species“ (Произходът на видовете) от 2008 г. също става национален бестселър и е удостоен с национални награди. Действието на романа се развава в Монреал през 1980 г. Той дава Дарвинов поглед върху живота на героя Алекс Фратарканджели, който се разкъсва между низките си импулси и преследването на доброто.
Писателят е удостоен с титлата „доктор хонорис кауза“ от Университета на Уиндзор. През 2011 г. е удостоен с Ордена на Канада.
Нино Ричи живее със семейството си в Торонто. Съпругата му Ерика де Васконселос също е писател.

## Произведения

### Самостоятелни романи
- Testament (2002)
Заветът, изд.: „Персей“, София (2008), прев. Стамен Стойчев
кн. 1. Юда от Кариот;
 кн. 2. Мария от Магдала;
 кн. 3. Мария или Мириам, неговата майка;
 кн. 4. Симон от Гергеса
- The Origin of Species (2008)
- Sleep (2015)

### Серия „Житията на светците“ (Lives of the Saints)
1. Lives of the Saints (1990) – издаден и като „The Book of Saints“
Житията на светците, изд.: „Персей“, София (2007), прев. Стамен Стойчев
2. In a Glass House (1993)
В стъклената къща, изд.: „Персей“, София (2009), прев. Стамен Стойчев
3. Where She Has Gone (1997)
Къде отиде тя, изд.: „Персей“, София (2009), прев. Стамен Стойчев

### Документалистика
- Roots and Frontiers (2003) – есета и мемоари
- Extraordinary Canadians Pierre Elliott Trudeau (2009) – кратка биография на Пиер Трюдо

### Екранизации
- 2004 Lives of the Saints – ТВ филм